# Ouville
Pour les articles homonymes, voir Ouville (homonymie).
Ouville est une commune française, située dans le département de la Manche en région Normandie, peuplée de 447 habitants.

## Géographie

### Localisation
La commune est située en pays coutançais, dans le Bocage normand. Son bourg est à 7 km à l'ouest de Cerisy-la-Salle, à 9,5 km au sud-est de Coutances, à 15 km au nord de Gavray et à 26 km au sud-ouest de Saint-Lô.
| Courcy               | Belval      | Savigny, Montpinchon |
| Nicorps              | Ouville     | Montpinchon          |
| Saussey, Montpinchon | Montpinchon | Montpinchon          |

### Hydrographie
La commune est située dans le bassin Seine-Normandie. Elle est drainée par la Soulles, le Foulbec, le ruisseau de la Sauvagere, le ruisseau de Malfiance, le cours d'eau 01 de la Consnerie, le cours d'eau 01 de la Riverie, le cours d'eau 10 de la rivière, le fossé 01 de la Prioudière et le fossé 01 des Villeries,,.
La Soulles, d'une longueur de 52 km, prend sa source dans la commune de Percy-en-Normandie et se jette  dans la Sienne à Heugueville-sur-Sienne, après avoir traversé 19 communes. 

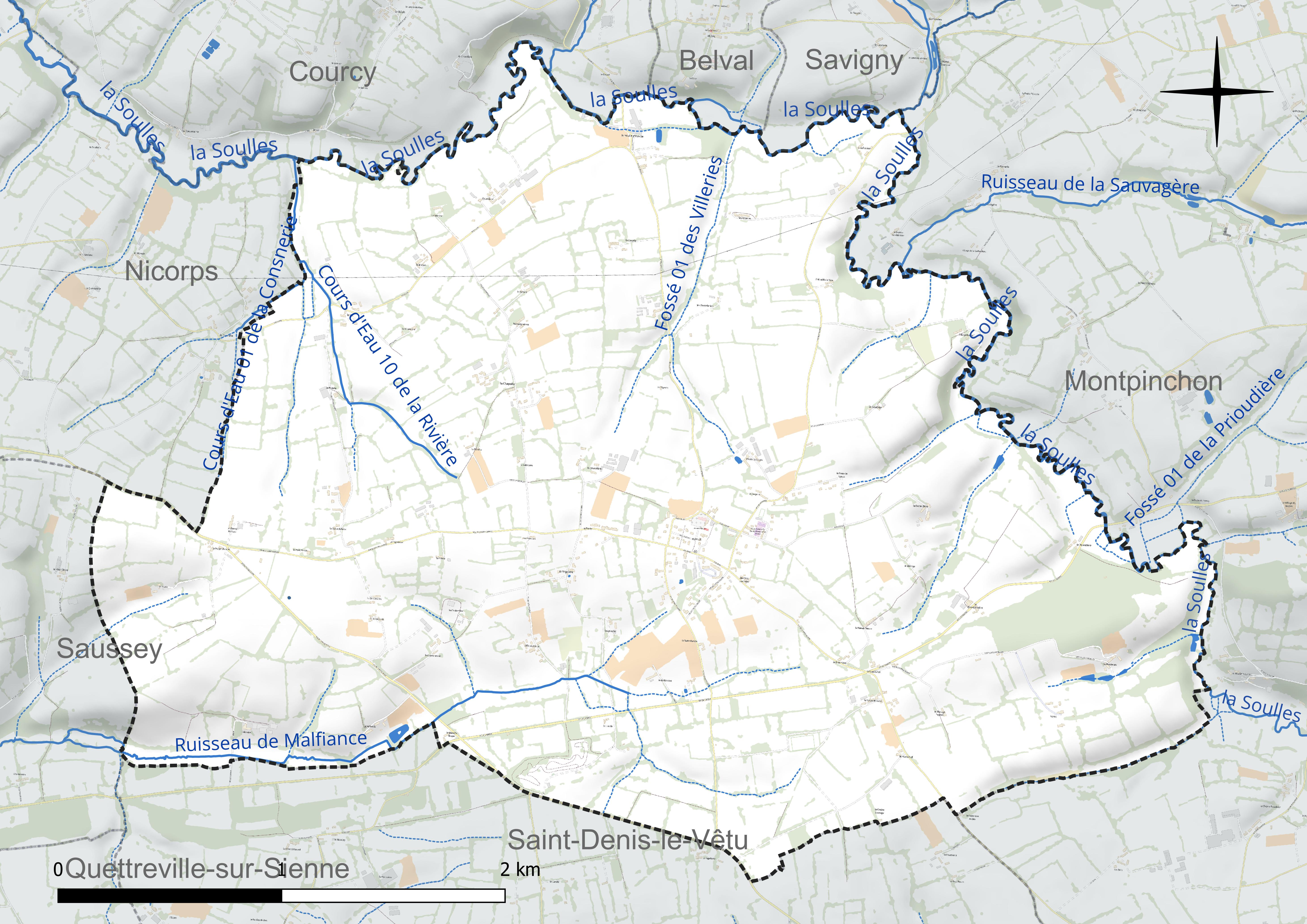
Réseau hydrographique d'Ouville.

### Climat
Pour des articles plus généraux, voir Climat de la Normandie et Climat de la Manche.
En 2010, le climat de la commune est de type climat océanique franc, selon une étude du CNRS s'appuyant sur une série de données couvrant la période 1971-2000. En 2020, Météo-France publie une typologie des climats de la France métropolitaine dans laquelle la commune est exposée à un climat océanique et est dans la région climatique  Normandie (Cotentin, Orne), caractérisée par une pluviométrie relativement élevée (850 mm/a) et un été frais (15,5 °C) et venté. Parallèlement le GIEC normand, un groupe régional d’experts sur le climat, différencie quant à lui, dans une étude de 2020, trois grands types de climats pour la région Normandie, nuancés à une échelle plus fine par les facteurs géographiques locaux. La commune est, selon ce zonage, exposée à un « climat maritime », correspondant au Cotentin et à l'ouest du département de la Manche, frais, humide et pluvieux, où les contrastes pluviométrique et thermique sont parfois très prononcés en quelques kilomètres quand le relief est marqué.
Pour la période 1971-2000, la température annuelle moyenne est de 10,8 °C, avec une amplitude thermique annuelle de 11,7 °C. Le cumul annuel moyen de précipitations est de 1 012 mm, avec 15,3 jours de précipitations en janvier et 9 jours en juillet. Pour la période 1991-2020, la température moyenne annuelle observée sur la station météorologique la plus proche, située sur la commune de Cerisy-la-Salle à 6 km à vol d'oiseau, est de 11,5 °C et le cumul annuel moyen de précipitations est de 1 112,5 mm,. Pour l'avenir, les paramètres climatiques de la commune estimés pour 2050 selon différents scénarios d’émission de gaz à effet de serre sont consultables sur un site dédié publié par Météo-France en novembre 2022.

## Urbanisme

### Typologie
Au 1er janvier 2024, Ouville est catégorisée commune rurale à habitat dispersé, selon la nouvelle grille communale de densité à sept niveaux définie par l'Insee en 2022.
Elle est située hors unité urbaine. Par ailleurs la commune fait partie de l'aire d'attraction de Coutances, dont elle est une commune de la couronne,. Cette aire, qui regroupe 37 communes, est catégorisée dans les aires de moins de 50 000 habitants,.

### Occupation des sols
L'occupation des sols de la commune, telle qu'elle ressort de la base de données européenne d’occupation biophysique des sols Corine Land Cover (CLC), est marquée par l'importance des territoires agricoles (94,8 % en 2018), en diminution par rapport à 1990 (97,8 %). La répartition détaillée en 2018 est la suivante : prairies (77 %), zones agricoles hétérogènes (10,3 %), terres arables (7,5 %), zones urbanisées (3 %), forêts (2,2 %). L'évolution de l’occupation des sols de la commune et de ses infrastructures peut être observée sur les différentes représentations cartographiques du territoire : la carte de Cassini (XVIIIe siècle), la carte d'état-major (1820-1866) et les cartes ou photos aériennes de l'IGN pour la période actuelle (1950 à aujourd'hui).

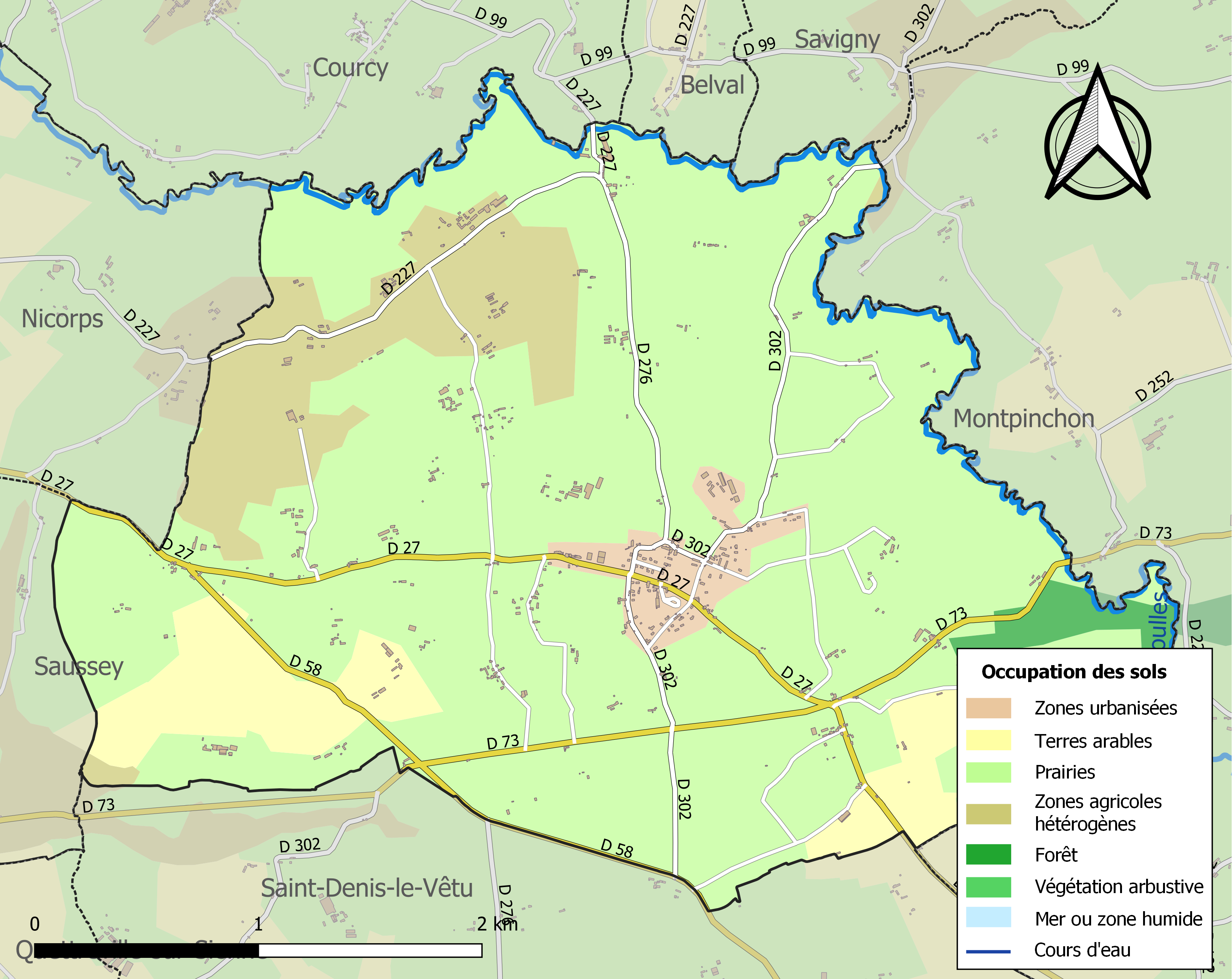
Carte des infrastructures et de l'occupation des sols de la commune en 2018 (CLC).

## Toponymie
Le nom de la localité est attesté sous les formes Ouvilla en 1172, de Ulvilla entre 1159 et 1181.
La « ferme d'Ouf », nom de personne norrois Ulfr : loup, qui survit dans le nom de famille normand Ouf, fréquent dans la région du Havre.
Le gentilé est Ouvillais.

## Histoire
Au XVIIIe siècle la paroisse avait pour seigneur Antoine Lecomte, également sieur de Varocq [sic] (Varoc), et qui était en 1738 lieutenant-général criminel au bailliage et siège présidial du Cotentin et colonel de la milice bourgeoise de Coutances.
En 1790, Eudes Le Taillis et Félix Etiemble représentent Ouville à l'Assemblée primaire du canton de Cerisy-la-Salle.

## Héraldique
| Armes d'Ouville | Les armes de la commune d'Ouville se blasonnent ainsi : D'argent à la croix latine d'azur accostée de deux fleurs de lys du même. |

## Politique et administration
| Période                                  | Période   | Identité       | Étiquette | Qualité               |
| ---------------------------------------- | --------- | -------------- | --------- | --------------------- |
| 1970                                     | 1989      | Georges Néel   |           |                       |
| 1989                                     | mars 2001 | Didier Poirier |           |                       |
| mars 2001                                | En cours  | Daniel Lefranc | SE        | Responsable transport |
| Les données manquantes sont à compléter. |           |                |           |                       |

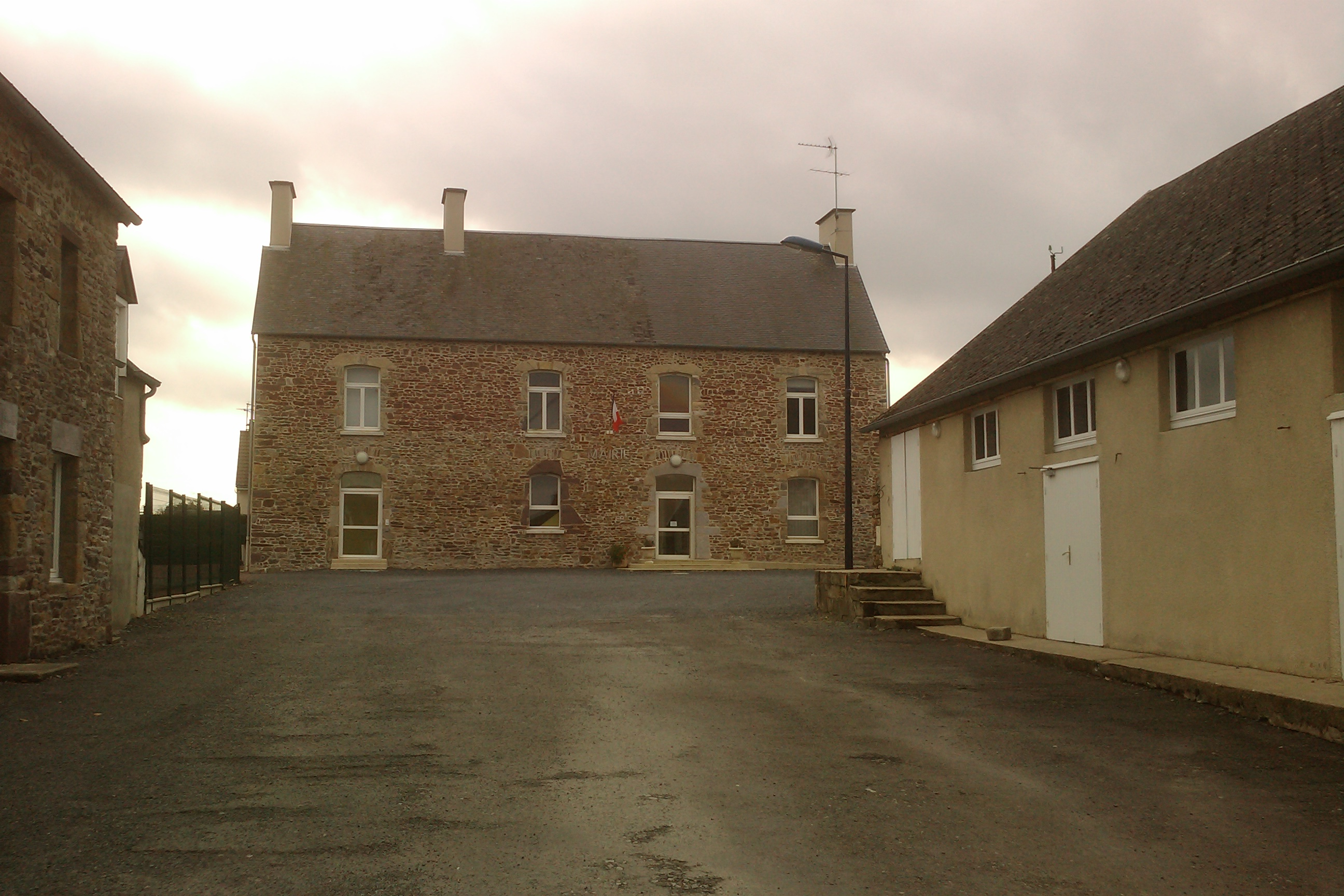
La mairie.

Le conseil municipal est composé de onze membres dont le maire et trois adjoints.

## Démographie
L'évolution du nombre d'habitants est connue à travers les recensements de la population effectués dans la commune depuis 1793. Pour les communes de moins de 10 000 habitants, une enquête de recensement portant sur toute la population est réalisée tous les cinq ans, les populations de référence des années intermédiaires étant quant à elles estimées par interpolation ou extrapolation. Pour la commune, le premier recensement exhaustif entrant dans le cadre du nouveau dispositif a été réalisé en 2008.
En 2022, la commune comptait 447 habitants, en évolution de −0,45 % par rapport à 2016 (Manche : −0,31 %, France hors Mayotte : +2,11 %).
Ouville a compté jusqu'à 992 habitants en 1831.
| 1793 | 1800 | 1806 | 1821 | 1831 | 1836 | 1841 | 1846 | 1851 |
| ---- | ---- | ---- | ---- | ---- | ---- | ---- | ---- | ---- |
| 824  | 765  | 927  | 959  | 992  | 930  | 911  | 912  | 931  |

| 1856 | 1861 | 1866 | 1872 | 1876 | 1881 | 1886 | 1891 | 1896 |
| ---- | ---- | ---- | ---- | ---- | ---- | ---- | ---- | ---- |
| 912  | 904  | 900  | 821  | 775  | 767  | 769  | 750  | 694  |

| 1901 | 1906 | 1911 | 1921 | 1926 | 1931 | 1936 | 1946 | 1954 |
| ---- | ---- | ---- | ---- | ---- | ---- | ---- | ---- | ---- |
| 657  | 678  | 667  | 578  | 561  | 603  | 628  | 613  | 543  |

| 1962 | 1968 | 1975 | 1982 | 1990 | 1999 | 2006 | 2008 | 2013 |
| ---- | ---- | ---- | ---- | ---- | ---- | ---- | ---- | ---- |
| 506  | 447  | 416  | 412  | 377  | 396  | 430  | 440  | 443  |

| 2018 | 2022 | - | - | - | - | - | - | - |
| ---- | ---- | - | - | - | - | - | - | - |
| 448  | 447  | - | - | - | - | - | - | - |

## Lieux et monuments
- Église Notre-Dame du XVIIIe siècle remaniée aux XVIIIe et XIXe siècles. Elle abrite des fonts baptismaux du XIVe classés au titre objet aux monuments historiques[33], un maître-autel (XVIIIe), un lutrin (XVIIIe), une verrière (XXe) de l'atelier Lorin[27], des pierres tombales (XVIIe).

Au XIIIe siècle, l'évêque de Coutances avait le patronage de l'église.
- Ferme de l'Abbaye où se dressait l'ancienne abbaye de religieuse de Cauvelande fondée en 1234 à la suite de donations de Grégoire de Cauvelande, confirmées en 1241 par le pape Grégoire IX. En 1466, le prieuré des religieuse d'Ouville sera rattaché à l'Hôtel-Dieu de Coutances. Il ne subsiste de l'abbaye qu'une croix en granit du XVe siècle[27].
- Croix de chemin dite Croix Bonhomme du XVIIIe siècle.
- Croix de cimetière du XVIIIe siècle, Calvaire du XIXe siècle.
- Moulin à eau.

Pour mémoire
- Ancien prieuré de Calvalande à Ouville. Au XVIIIe siècle sur la carte de Cassini le lieu est indiqué sous le nom de Notre-Dame-de-la-Fresnée[35].

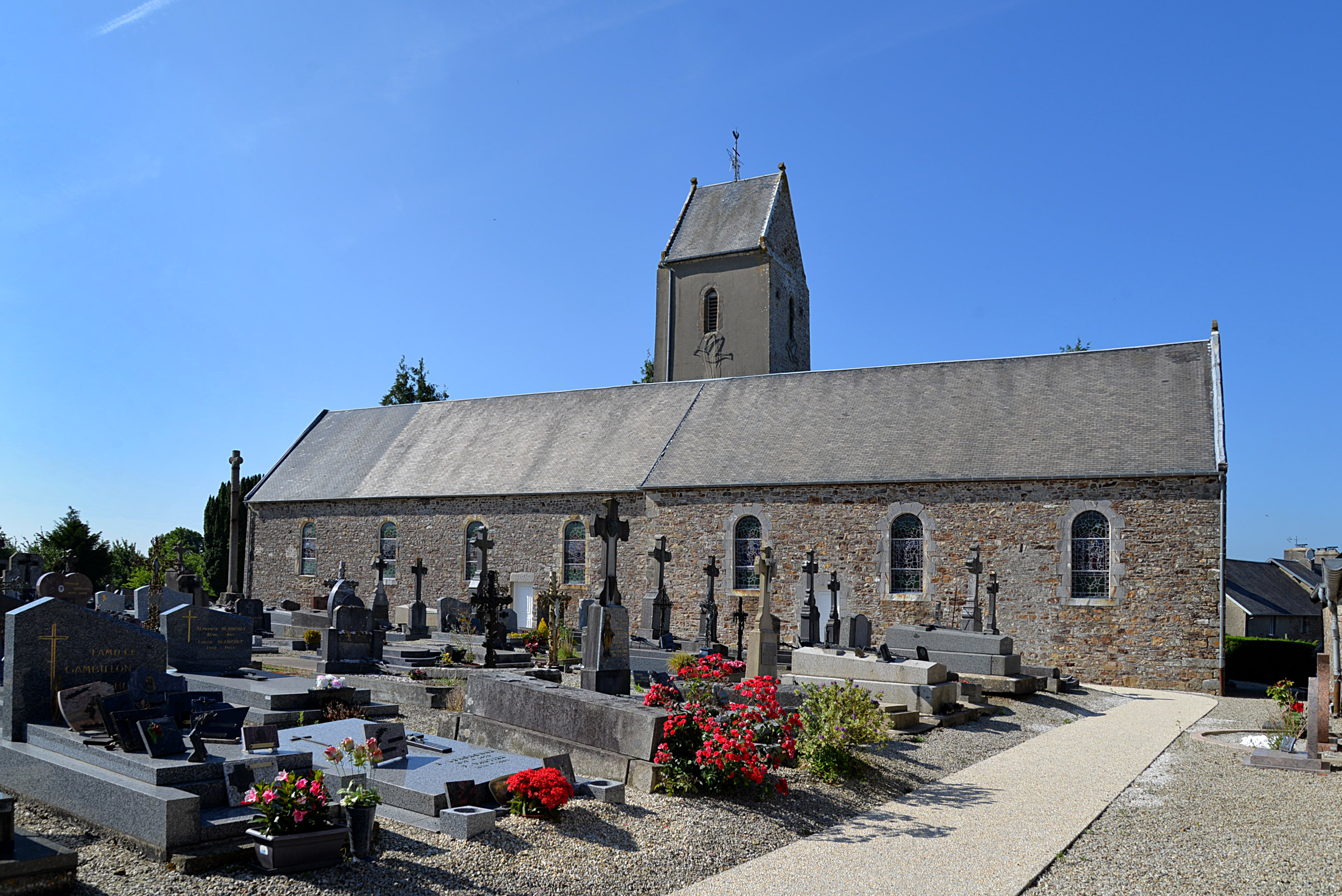
L’église Notre-Dame.
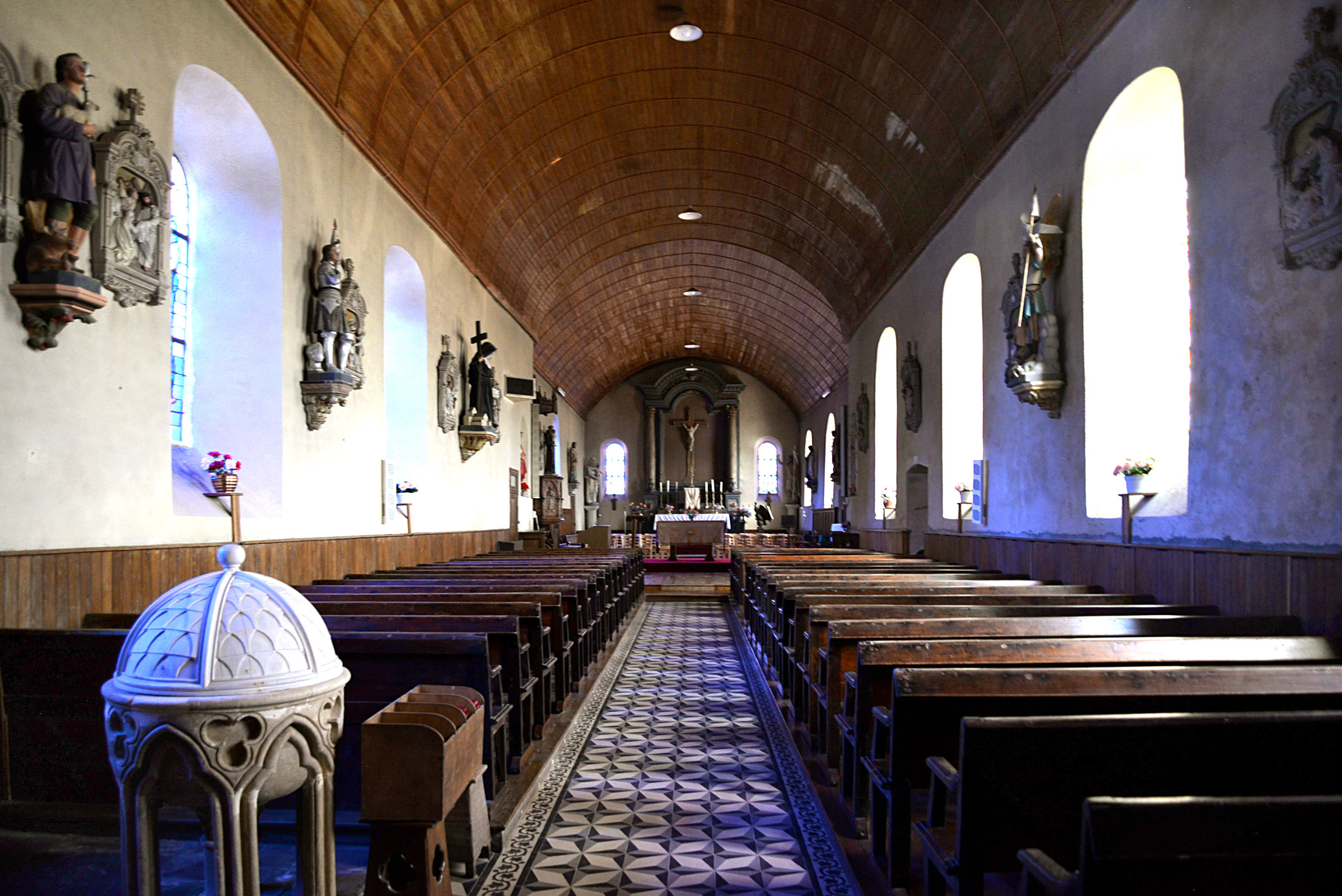
La nef de l’église Notre-Dame.
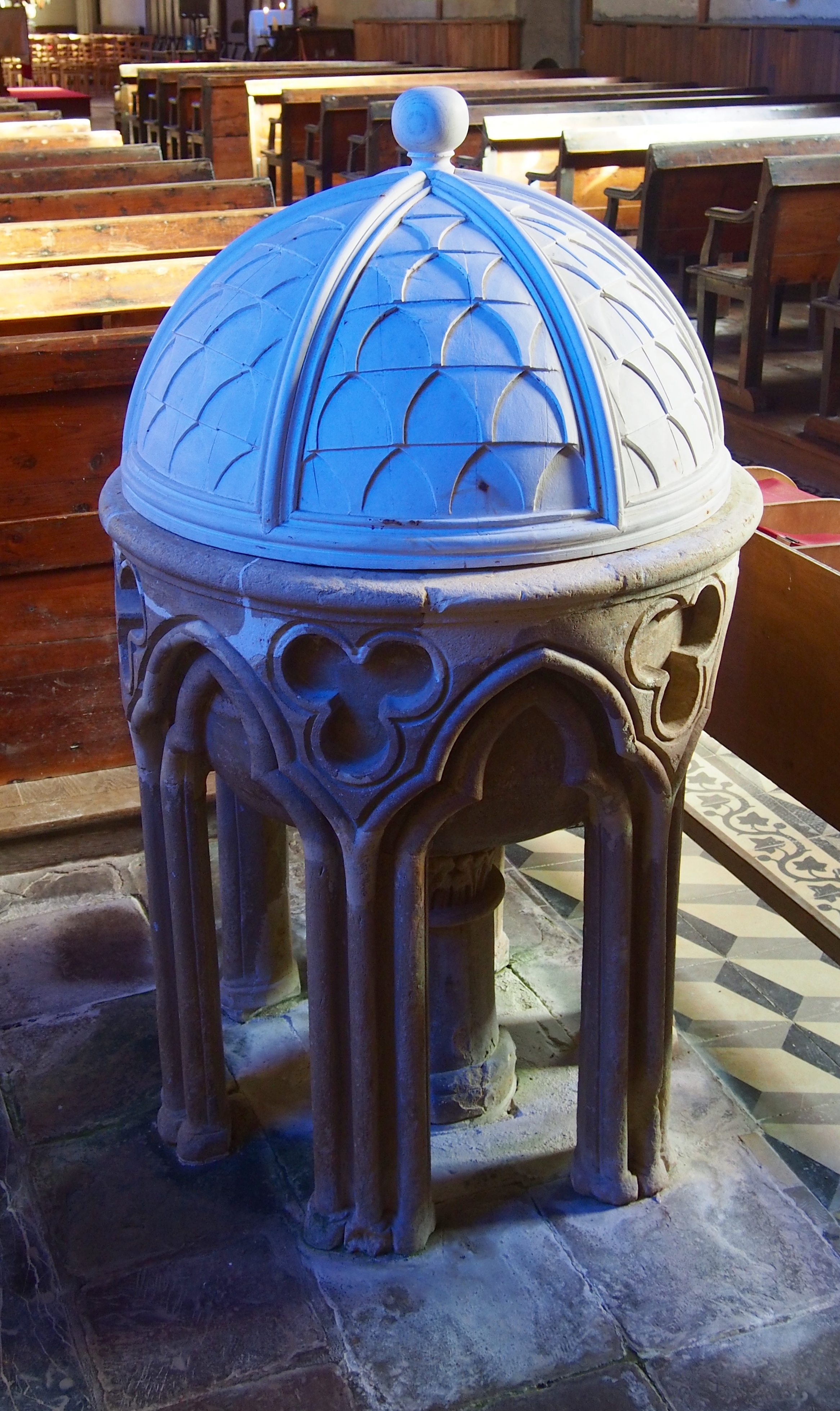
Les fonts baptismaux de l'église Notre-Dame.

## Activité et manifestations

### Sports
L'Union sportive ouvillaise fait évoluer deux équipes de football en divisions de district.
Le Moto-club d'Ouville dispose d'un terrain de motocross et organise régulièrement des compétitions locales.